# Запиваловы (Слободской район)
Запиваловы — деревня в Слободском районе Кировской области в составе Шиховского сельского поселения.

## География
Находится на расстоянии примерно 10 км на восток от Нового моста через Вятку в городе Киров. 

## История
Известна с 1671 года как деревня Пономарева с 1 двором, в начале XVIII века отмечалась иногда как пол-деревни Пономаревы, в 1764 году с 19 жителями наряду с  вновь расчистной Пономаревской деревней с 34 жителями. В 1873 году деревня Полупономаревская (Запиваловы), где дворов 13 и жителей 90, в 1905 Пономаревская (или Запиваловы), где дворов и жителей 15 и 66, в 1926 16 и 78, в 1950 13 и 59. В 1989 оставалось 9 постоянных жителей. Настоящее название утвердилось с 1939 года.

## Население
Постоянное население  составляло 2 человека (русские 50%, немцы 50%) в 2002 году, 0 в 2010.